# Strada 3 (Bolivia)
La strada 3 (Ruta 3 in spagnolo) è una strada statale boliviana che unisce La Paz con Trinidad attraversando i dipartimenti di La Paz e di Beni.
Il percorso comprende il nuovo segmento Cotapata-Santa Bárbara, che ha sostituito il vecchio tratto noto come Strada della Morte, attualmente riservato esclusivamente ai ciclisti.